# Рабич (табір)
Табір Рабич був заснований 26 квітня 1992 року в колишньому складському приміщенні югославських збройних сил у громаді Дервента.

## Створення табору
103-тя бригада ХРО відповідала за формування табору під командуванням Златко Маїча, відомого як «Словенац». У таборі тривало знущання з жертв, які в основному проживали в таборі «Будинок ЮНА» в Дервенті. Першими в'язнями були жителі села Чардак, громада Дервента. Кількість ув'язнених варіювалося від 26 до 120. Керував табором Ніхад Хамзич-Фріц.

## Поводження з ув'язненими
Поводження з ув'язненими було надзвичайно жорстоким, про що свідчать численні заяви, зроблені тими, що вижили.

## Тортури і знущання
Стандартні методи:
- завдавання тяжких фізичних ушкоджень[3],
- перебування в невеликій кімнаті великої кількості ув'язнених,
- психологічне приниження,
- запрошення на несправжній розстріл,[4]
- позбавлення їжі та напоїв, погана гігієна і поява вошей.

Специфічні методи:
- тортури за допомогою гарячого дроту, припікання рук, ніг, спини і плечей,[5]
- примус ув'язнених бити один одного,[6]
- примус ув'язнених лизати свої черевики і витирати пил своїми ротами,
- тортури електрошоком в ділянці паху.[7]